# Emil Lugo
Emil Lugo, född den 26 juni 1840 i Stockach vid Konstanz, död den 4 juni 1902 i München, var en tysk målare. 
Lugo arbetade på Karlsruhe konstskola under Schirmer, uppnådde tidigt stor färdighet i akvarellmåleriet, var 1871–1874 i Italien, verkade senare i Freiburg, från 1887 i München. Han blev en av Tysklands främsta och mest egenartade landskapsmålare, särskilt genom sina bilders ljus- och stämningsinnehåll. Arbeten av Lugo finns bland annat i Karlsruhe museum och Berlins nationalgalleri. Han tecknade också med framgång på sten.